# Banco Nacional de Ruanda
El Banco Nacional de Ruanda (en kiñaruanda:Banki Nkuru Y'u Rwanda) es el banco central de Ruanda.

## Historia
El banco central, cuyo nombre se abrevia como "BNR", evolucionó paso a paso: 
- El Real Decreto del 27 de julio de 1887 establece el franco como moneda del Estado Independiente del Congo, y Ruanda también está incluido.
- El Acuerdo de Heligoland de 1890 coloca a Ruanda y Burundi dentro de la esfera de influencia alemana en África; la rupia alemana del este de África es la moneda oficial; la circulación del franco francés continúa.
- Como resultado de las acciones de Bélgica , el Congo Belga se convierte en miembro de la Unión Monetaria Latina en 1908.
- El Banco de Congo Belga es establecido en 1909.
- El Banco de Congo Belga emite sus primeros billetes de banco en 1912.
- Ruanda y Burundi se unieron a la Zona del Franco Congo después de la derrota de Alemania en la Primera Guerra Mundial .

La colonia de Congo Belga y el Banco de Congo Belga crean una nueva relación; 1927-1952
- Era de la Segunda Guerra Mundial : participación temporal del Banco de Inglaterra ; el Franco congoleño cotiza en Londres.

- El Congo Belga y el "Banco Central Ruanda-Urundi" (BCCBRU) 1952 - 1960
- El "Banque d 'Emission du Rwanda et du Burundi (BERB)" / (Banco emisor de Ruanda y Burundi) - 1960 - 1964
- El "Royal Bank of Burundi (BRB)" y el "Banque Nationale du Rwanda (BNR)" se inauguran en 1964.
- El "Banque de la République du Burundi (BRB) abre en 1966